# The Stratton Story
The Stratton Story ist ein US-amerikanisches biografisches Filmdrama von 1949 unter der Regie von Sam Wood, dessen Hauptrollen besetzt sind mit James Stewart und June Allyson sowie Frank Morgan, Agnes Moorehead und Bill Williams.
Auf einem der Filmplakate ist folgendes Zitat aus der New York Times zu lesen: Der Film erzählt mit Wärme und Sensibilität eine berührende menschliche Geschichte, in der der Wille triumphiert, sich nicht völlig aus der Bahn werfen zu lassen (sinngemäß). Auf dem MGM-Filmplakat heißt es: Dies ist die wahre Geschichte von Monty Stratton, der auf dem Weg zu Ruhm und Reichtum war, als das Schicksal zuschlug. Es ist das Drama seines Comebacks, eine wundervolle Geschichte von Romantik und Mut, voller Spaß und Nervenkitzel. Es ist auch die Geschichte des Mädchens, das er bei einem Blind Date getroffen hat! (sinngemäß).
Der am Drehbuch beteiligte Douglas Morrow, der die Vorlage für das Drehbuch schrieb, wurde mit einem Oscar in der Kategorie „Beste Originalgeschichte“ ausgezeichnet.

## Handlung
Monty Stratton führt zusammen mit seiner Mutter eine Ranch in Texas. Nebenher spielt er begeistert Baseball für das lokale Texas-Team, die „Wagner Wildcats“, was ihm drei Dollar pro Spiel einbringt. Bei einem dieser Spiele wird er von Barney Wile entdeckt, einem ehemaligen Major-League-Fänger, der ein Alkoholproblem hat. Barney stellt eine Verbindung zu Jimmy Dykes, dem Manager der „Chicago White Sox“ her und begleitet Monty nach Kalifornien. Er ist überzeugt davon, dass er einer der ganz Großen in diesem Sport werden könnte. Jimmys Training und Montys erstaunliche Geschwindigkeit und Genauigkeit führt dazu, dass die „Chicago White Sox“ Interesse an ihm zeigen.
Während seiner Testphase hat Monty ein Blind Date mit Ethel Milberger, das sich erst etwas schwierig gestaltet, dann aber ein voller Erfolg wird. Nachdem die White Sox Monty engagiert haben, sitzt er erst einmal in der ersten Saison großteils auf der Bank. Dann aber darf der Rookie endlich werfen, allerdings ausgerechnet gegen das Kraftpaket der Yankees. Das geht gründlich schief, und Monty wird zum Trainingsgelände der White Sox in Omaha zurückgeschickt. Monty hat es nun sehr eilig, Ethel anzurufen, um ihr zu sagen, dass er sie liebt und heiraten möchte, sobald er sich im Baseball beweisen konnte. Nachdem er in Omaha große Erfolge verbuchen kann, wird Monty gebeten, sich wieder den Majors anzuschließen. Auch in seinem Privatleben ändert sich etwas, aus ihm und Ethel wird ein Ehepaar.
Wieder steht ein Einsatz bei den White Sox für Monty an und wieder gegen die Yankees. Diesmal meistert er seine Angst und gewinnt das Spiel. Am Ende der Saison nimmt Monty seine Frau mit auf die Familienfarm in Texas, um sie nun auch seiner Mutter vorzustellen. Außerdem will das Paar dort den Winter verbringen.
Im folgenden Frühling steht wieder Baseball auf dem Programm und für Monty läuft es mehr als gut, er gewinnt so gut wie jedes Spiel. Während einem seiner Spiele bringt Ethel den kleinen Monty junior zur Welt, was Montys Glück noch vergrößert. Inzwischen hat er sich innerhalb weniger Monate als Leistungsträger seines Teams erwiesen und bricht einige Rekorde. Für Ethel ist das weniger schön, da Monty nur selten zu Hause ist. Dass er in dieser Zeit eine Überraschung für sie vorbereitet hat, erfährt Ethel als Monty sie eines Abends in einen Nachtclub ausführt und ihr verrät, dass er einen Teil seiner Zeit damit verbracht hat, Tanzen zu lernen, weil er weiß, wie sehr sie Tanzen liebt. Diese Nacht wird für Ethel zu einer ganz besonderen.
Monate sind vergangen und Monty ist auf Kaninchenjagd unterwegs, als er stolpert und sich ein Schuss aus seiner Waffe löst, der in seinem Bein steckenbleibt. Als Ethel ihren Mann nach Stunden findet, ist es zu spät sein inzwischen infiziertes Bein zu retten, das amputiert werden muss. Für Monty ist das ein schlimmer Schlag, er fühlt sich nutzlos, ist verzweifelt und sieht keinen Sinn darin, zu kämpfen. Dieser Zustand hält über Monate an, teilnahmslos und bitter bewegt er sich kaum von der Stelle, während Ethel darauf wartet, dass er seine alte Entschlossenheit wiedererlangt. Als Montys kleiner Sohn seine ersten Schritte macht, bringt ihn das langsam dazu, sein Selbstmitleid aufzugeben und sich bei Ethel zu entschuldigen. Sie versichert ihm liebevoll, dass er immer noch dieselbe Person ist. Monty versucht erst einmal auf einem Bein zu laufen und spielt sogar mit Ethel wieder Baseball. Als sie bei einem seiner harten Würfe stürzt, gesteht sie ihm, dass sie erneut schwanger ist.
Dann kommt der Zeitpunkt, als Monty alle überrascht, er kann seinen Trainer überzeugen, ihn für ein All-Star-Spiel aufzustellen. Obwohl Monty Angst und große Probleme beim Laufen und Fangen von Bunts hat, überwindet er alle Hindernisse und gewinnt das Spiel für die Southern League. Und auch in der Folgezeit bleibt Monty trotz seines Handicaps erfolgreich in seinem Sport, wozu auch sein glückliches Familienleben beiträgt.

## Produktion

### Produktionsnotizen
Der Film wurde von der Sam Wood Production für Metro-Goldwyn-Mayer erstellt. Die Dreharbeiten erstreckten sich über den Zeitraum Oktober bis zum 28. Dezember 1948 und fanden unter anderem in den Metro-Goldwyn-Mayer-Studios in Culver City statt. Im Baseball-Stadion Wrigley Field in Chicago, in Cleveland und dem Gilmore Field, einem Minor-League-Baseball-Park in Los Angeles, sowie in den Stadien der American League in Chicago, Cleveland, Detroit und Washington wurden die Baseball-Szenen gedreht.
Die Ausgestaltung der Szenenbilder lag in den Händen von Cedric Gibbons und Paul Groesse, die Setdekorateure waren Edwin B. Willis und Ralph S. Hurst. Die Verantwortung für den Filmsound lag bei Douglas Shearer und Charles E. Wallace. A. Arnold Gillespie und Warren Newcombe steuerten die Spezialeffekte bei. Die Verantwortung für das Kostümdesign lag bei Helen Rose.
Die Fachzeitschrift der Filmindustrie in den Vereinigten Staaten The Hollywood Reporter gab im Februar 1948 bekannt, dass Roy Rowland mit der Regie des Films betraut worden sei. Laut der Zeitschrift drehte er im Juni 1948 in Chicago Aufnahmen der White Sox, noch bevor die Hauptproduktion des Films begonnen hatte. Welchen Beitrag zum fertigen Film er wirklich leistete, ist nicht bekannt.
Für James Stewart und June Allyson war dies der erste ihrer gemeinsamen drei Filme. Ihm folgten die Filme Die Glenn Miller Story (1954) und In geheimer Kommandosache (1955). Monty Stratton, auf dessen Leben der Film zurückgeht, war als Berater für den Film tätig und bescheinigte Stewart, einen großartigen Job gemacht zu haben, indem er ihn so gut wie nur möglich gespielt und der Film sein Leben sehr naturgetreu nachgezeichnet habe. June Allyson erzählte in einem späteren Interview, die Chemie zwischen ihr und Stewart habe von Anfang an gestimmt, sie hätten sich sehr gemocht und auch sehr respektiert. Sie seien nicht ineinander „verknallt“ gewesen oder so, aber es habe eine Verbindung zwischen ihnen gegeben. Ursprünglich sollte Donna Reed die Rolle der Ethel Stratton spielen. Sie wurde jedoch durch June Allyson ersetzt, nachdem man James Stewart unter Vertrag genommen hatte, da Stewarts und Reeds vorherige Zusammenarbeit im Film Ist das Leben nicht schön? von 1946 eine Enttäuschung an der Abendkasse gewesen war. Der Film wurde erst sehr viel später zu einer Art Kultfilm.
Ronald Reagan hätte die Titelrolle gern gespielt, wurde aber von Warner Bros. nicht freigegeben, weil man der Meinung war, der Film würde ein Misserfolg. Robert Taylor hingegen lehnte die Rolle ab. Van Johnson wurde im März 1948 für die Rolle des Monty angekündigt, gab sie jedoch zurück, da er bei einem Autounfall 1943 schwer verletzt worden war, und sein Arzt ihm dringend von einer solch anstrengenden Rolle abgeraten hatte. Janet Leigh, die im Zusammenspiel mit Johnson genannt worden war, war dann ebenfalls aus dem Rennen, ebenso wie der ebenfalls im Gespräch gewesene Gregory Peck, die allesamt von MGM favorisiert worden waren. James Stewart bekundete Interesse an der Rolle, was bei dem echten Stratton auf Gegenliebe stieß, da er der Meinung war, Stewart sei der ideale Kandidat, um ihn zu verkörpern. Regisseur Sam Wood war ebenfalls für James Stewart. Stewart trainierte vor Drehbeginn fast jeden Tag mit Monty Stratton mehrere Stunden lang, um den Ball richtig werfen zu können. Abgesehen von seinen Recherchen über Baseball, Gesprächen mit Physiotherapeuten und Orthopäden zog James Stewart ein Stahlgeschirr an, das ein Hinken geradezu erzwang, um die Szenen nach seinem Unfall glaubhaft vermitteln zu können.
Jimmy Dykes war ein ehemaliger Baseballspieler und Spieler-Manager der Sox zu der Zeit als Stratton tatsächlich dort spielte. Er leitete die White Sox 13 Jahre lang sowie auch mehrere andere Teams und beendete seine Karriere insoweit 1961. Dies war der einzige Film, in dem er mitwirkte. Bill Dickey ist ein ehemaliger New York Yankees-Schläger, der sich bereits in Der große Wurf, ebenfalls unter der Regie von Sam Wood, selbst gespielt hatte. Er wurde 1954 in die Baseball Hall of Fame gewählt. Im Comeback bei einem All-Star-Spiel sind die Baseballspieler Gene Bearden, Bill Dickey, Jimmy Dykes und Mervyn Shea im selben Spiel zu sehen, obwohl sie tatsächlich für vier verschiedene Teams spielten. Für Frank Morgan war dies einer seiner letzten Filme, er starb 1949, im Jahr der Veröffentlichung. Für Sam Wood war es sein vorletzter Film. Während zeitgenössische Nachrichten berichteten, dass Ted Lyons, der Manager der White Sox im Jahr 1948, sich selbst in dem Film spielen sollte, wurde er jedoch von Bruce Cowling verkörpert. Das Studio warb seinerzeit damit, dass im Film 72 echte Baseballspieler zu sehen seien.

### Soundtrack
- Stompin’ at the Savoy von Benny Goodman, Chick Webb und Edgar Sampson
  - gespielt im Restaurant
- You Are My Lucky Star von Nacio Herb Brown
  - gespielt, als Monty Ethel zu Hause absetzt und öfter während des Films
- Hail to the Chief von James Sanderson
  - gespielt, wenn der Washingtoner Wimpel gezeigt wird
- Wedding March aus A Midsummer Night’s Dream von Felix Mendelssohn Bartholdy
  - gespielt, während der Szene mit der Hochzeitstorte

### Veröffentlichung, Erfolg
Der Film hatte am 21. April 1949 in Cleveland in Ohio Premiere. Diese fand zu Ehren des Eröffnungsspiels der Cleveland-Indianer statt. Am 1. Juni 1949 fand in Los Angeles eine MGM Silver Anniversary-Gala des Films statt. Im Frühjahr 1949 wurde der Film in ausgewählten Städten, die Teams der American League beherbergten, vorgestellt, so auch am 12. Mai 1949 in New York, bevor er im Juni 1949 dann allgemein in den Vereinigten Staaten anlief.
Am 5. Mai 1949 wurde er in London vorgestellt. Im Jahr 1949 wurde er in Mexiko, Japan, Argentinien und Australien veröffentlicht. In Schweden erfolgte eine Veröffentlichung im September 1950, in Finnland im Juli 1951 und in Nizza in Frankreich im Oktober 1951, allgemein in Frankreich im April 1952. Im November 1993 wurde der Film in den USA auf Video herausgegeben, in Kanada im Februar 2002. Italien stellte den Film im Juli 2006 auf dem Novaria Torneo Internazionale Softball vor. Veröffentlicht wurde der Film zudem in Belgien, Brasilien, Bulgarien, Griechenland, Ungarn, Israel, Luxemburg, Norwegen, Polen, Portugal, in der Sowjetunion, in Spanien und im Vereinigten Königreich. Der Arbeitstitel des Films lautete The Life of Monte Stratton.
Der Film, der bisher nicht in deutscher Sprache synchronisiert wurde, wurde in Deutschland nicht veröffentlicht.
Bei seiner Erstveröffentlichung soll der Film 3.700.000 US-Dollar eingespielt haben. Der Film bewies, genauso wie sein Protagonist, allen Unkenrufen zum Trotz, dass Sportfilme Kassengift seien, das Gegenteil. Der Film wurde auf Platz sechs einer der größten Kassenerfolge im Jahr 1949 und für James Stewart nach seiner Rückkehr aus dem Zweiten Weltkrieg zu einem echten Hit.

## Monty Stratton
Stratton wurde am 21. Mai 1912 in Celeste in Texas geboren und starb am 29. November 1982 in Greenville in Texas. Zwischen 1934 und 1938 war er ein Pitcher für das Baseballteam der Chicago White Sox. Er galt als einer der besten Werfer im Baseball. Nachdem er seine zweite Saison mit 15 Siegen in Folge beendet hatte, schien eine grandiose Karriere vor ihm zu liegen. Als er sich bei einem Jagdunfall ins rechte Knie schoss, was eine Amputation seines Beines nach sich zog, um sein Leben zu retten, schien Stratton seine Sportkarriere betreffend am Ende zu sein. Nachdem er sich mit Hilfe eines künstlichen Beins einen Teil seiner Beweglichkeit zurückerobert hatte, versuchte Stratton ein Comeback. Eine Einladung in der East Texas League zu spielen, die er 1946 erhielt, nahm er an und gewann in diesem Sommer 18 Spiele. Als von MGM das Angebot kam, seine Geschichte zu verfilmen, lehnte er zunächst ab, überlegte es sich dann jedoch noch einmal, als das Studio darauf verwies, welche Inspiration es für behinderte Veteranen des Zweiten Weltkriegs sein könnte, seine Geschichte zu sehen und daraus Kraft zu ziehen. Die Verfilmung wurde zu einem großen Erfolg und gilt als eine der überzeugendsten Sportbiografien der Leinwand. Wie Jhan Robbins in Everybody’s Man: Eine Biografie von Jimmy Stewart berichtet, war Stratton davon überzeugt, dass Stewart der Richtige sei, um ihn zu verkörpern. Als Stratton den Film erstmals sah, soll er geäußert haben: „Als ich Jimmy auf der Leinwand sah, weinte ich. Er war mehr ich als ich.“

## Rezeption

### Kritik

#### Zeitgenössisch
Auf der Seite DVD Beaver zitierte Gary W. Tooze eine Kritik aus der New York Times kurz nach dem Erscheinen des Films, in der es heißt, man könne es Glück oder was auch immer nennen, dass nicht Van Johnson, sondern James Stewart zum Star von The Stratton Story gemacht worden sei, auch für ihn sei dieser Nachkriegsfilm ein Glücksfall in seinem Werdegang. Denn in diesem neuen Film liefere der Schauspieler eine bestechende Leistung ab, sodass es fast unmöglich sei, sich vorzustellen, dass jemand anderes als er die Rolle des Chicago White Sox-Werfers verkörpern könnte, dessen glänzende Zukunft plötzlich und tragisch verdunktelt werde. Ob Metro-Goldwyn-Mayer möglicherweise die Fakten der wahren Geschichte verändert habe, spiele für den Film keine Rolle, er erzähle eine berührende, menschliche Geschichte des Triumphs über die Vernichtung von Chancen mit einer solchen Wärme und einem einfühlsamen Verständnis, wie das auf einer Leinwand nur allzu selten geschehe. Der Kritiker empfahl den Film in der Music Hall zu schauen, da mit ihm eine lohnende und inspirierende Erfahrung verbunden sei und auch die Möglichkeit, ohne Scham ein paar Tränen zu vergießen.
Variety lobte, Jimmy Stewart verkörpere in einer seiner schwierigsten und vielseitigsten Rollen Monty Stratton mit außergewöhnlicher Genauigkeit. Ob als eleganter Werfer auf dem Wurfmal oder als unbeholfener Bursche, der sein Mädchen liebt, Stewart liefere auf Schritt und Tritt die richtige Haltung. An seiner Haltung während des Ballschlags in den Nahaufnahmen geben es ebenfalls nichts zu deuteln. Auch June Allyson als Strattons Frau spiele ihren Part in herausragender Weise, was auch auf Agnes Moorehead als Strattons Mutter und Frank Morgan als Trainer. Eine authentische Note liefere Jimmy Dykes, der sich selbst als Manager der Chicago White Sox spiele und eine Reihe anderer realer Ballspieler, darunter Bill Dickey und Gene Bearden, die alle gute Leistungen zeigen. In der zweiten Filmhälftge fange Stewart die Stimmung der Hoffnungslosigkeit und des Selbstmitleids, die ihn überwältige gut ein, während Miss Allyson und Miss Moorehead die stille Qual der Frauen sensibel darstellen würden.

#### Retrospektiv
Craig Butler rezensierte den Film bei AllMovie und verwies darauf, dass er bei seiner Veröffentlichung ein Home Run an der Abendkasse gewesen sei, da seinerzeit der Name Monty Stratton noch einen beachtlichen Erkennungsfaktor gehabt habe. Die Zuschauer von heute wüssten wahrscheinlich nicht mehr viel über ihn, aber sobald sie in den Film eingetaucht seien, würden sie süchtig. Stratton sei kein großartiger Film, aber einer, dem die meisten Menschen nur schwer widerstehen könnten. Die Drehbuchschreiben hätten hervorragende Arbeit geleistet, um ins Herz zu zielen. James Stewart in der Titelrolle sei ein Garant, der wisse, wie man bei Bedarf Tiefe erzeuge, aber auch, wie man Ballast abwerfe und in Schlüsselmomenten unerwartete Leichtigkeit zeige. June Allyson zeige eine ihrer besten Leistungen in einer Rolle, die leicht hätte schiefgehen können. Frank Morgan füge eine Prise Humor hinzu und Agnes Moorehead sei zwar streng aber trotzdem gewinnend. Stratton sei inspirierend und doch kontrolliert und ein Gewinner.
Erin Dazzling von Through the Shattered Lens vertrat ebenfalls die Meinung, die Baseball-Szenen seien großartig und Jimmy Stewart überzeuge, wenn er den Ball werfe. Ebenso überzeuge er in den Szenen, in denen Stratton nach dem Verlust seines Beines in eine dunkle Depression versinke. Stewart sei in der Rolle einfach gut.
Der Kritiker Stefan Hedmark war der Ansicht Sam Woods letzter Film sei eine Standardbiographie und Stewart zu alt für die Rolle (Agnes Moorehead, die seine Mutter spiele, sei nur acht Jahre älter). Aber dennoch sei es ein gut erzählter und nicht übermäßig sentimentaler Film. Stewart lasse sein wahres Alter vergessen, June Allyson überzeuge als seine Frau und Morgan spiele solide … sein Alkoholismus scheine sozusagen über Nacht geheilt zu sein.
Ryan Cracknell stellte auf der Seite Movie Views die Frage, ob es in der Filmgeschichte jemanden gegeben habe, der charmanter und warmherziger gewesen sei als James Stewart. Mit seinem Charisma und seinem überbordenden Charme habe Stewart ein Händchen dafür gehabt, in vielen seiner Rollen einen echten Typen von nebenan zu spielen. Sein Monty Stratton sei genauso wie sein George Bailey in Ist das Leben nicht schön? und sein Elwood P. Dowd in Mein Freund Harvey jemand, der sich so anfühle, als sei er unser bester Freund. Der Reiz, der von ihm ausgehe, sei zeitlos. Insgesamt fühle sich der Film jedoch um etwa 30 Minuten zu lang an.
Cliff Aliperti befasste sich auf der Seite Immortal Ephemera mit dem Film und führte aus, er habe für ihn einen besonderen Stellenwert und stehe nach Der große Wurf (1942) über seinen Lieblingssport an zweiter Stelle. Im Kern biete The Stratton Story ebenso eine filmische Romanze zwischen Jimmy Stewart und June Allyson wie die zwischen Gary Cooper und Teresa Wright in Der große Wurf. Auch Aliperti hielt Stewart für etwas zu alt, um einen 22-Jährigen zu spielen, wie es Stratton zum Zeitpunkt seines Debüts bei den Chicago White Sox im Jahr 1934 gewesen sei. Der Schauspieler schaffe es jedoch soviel Naivität in seine Rolle zu legen, um uns vergessen zu lassen, dass er tatsächlich bereits 40 Jahre war. Die Stratton Story sei ein guter Baseball-Film, der sowohl Fans als auch Nicht-Fans gefallen werde, meinte Aliperti abschließend.
Bei filmsgraded heißt es, die Stratton Story sei ein sachkundiger Film mit einer hervorragenden Besetzung und einem erstklassigen Drehbuch. Wie es für Hollywood-Biografien dieser Zeit unvermeidlich sei, enthalte die Geschichte fiktive Elemente, die Stratton und seine Frau sympathischer machen und den Triumph seines Comebacks übertrieben darstellen würden. Auch sei zum Beispiel der Charakter des erfahrenen Baseball-Scouts Barney mit ziemlicher Sicherheit praktisch vollständig fiktiv. James Stewarts tatsächliches Alter wurde auch hier thematisiert mit dem Zusatz, dass die Strahlkraft eines Stars nun einmal ihre Vorteile habe und es dem Zuschauer eigentlich auch egal sei, ob der Schauspieler immer dem echten Spieler entspreche. Gleiches gelte auch für Morgan und Allyson. Klassische Filmfans würden nun einmal Filme mit bekannten Gesichtern mögen.

### Auszeichnungen
Oscarverleihung 1950
- Der Oscar ging an Douglas Morrow in der Kategorie „Beste Originalgeschichte“

Laurel Awards 1950
- Der Golden Laurel ging an
  - James Stewart in der Kategorie „Bester Hauptdarsteller“
  - June Allyson in der Kategorie „Beste Hauptdarstellerin“

Photoplay Awards 1950
- Auszeichnung
  - für den beliebtesten Film 1949 mit der Gold Medal
  - für James Stewart mit dem Most Popular Male Star (populärster männlicher Star) und vier weiteren Goldmedaillen
- Der Film wurde vom Protestant Motion Picture Council und der Zeitschrift The Christian Herald zum Film des Jahres gekürt.[5]

### Nachwirkung
James Stewart und June Allyson wiederholten ihre jeweilige Rolle für eine einstündige Radioversion des Films im Lux Radio Theatre, deren Ausstrahlung am 13. Februar 1950 erfolgte.